# Declan Macey
Declan Macey es un personaje ficticio de la serie de televisión Emmerdale Farm interpretado por el actor Jason Merrells desde el 15 de abril del 2010 hasta el 13 de octubre del 2014.

## Asesinatos
Entre sus víctimas se encuentran:
| Fecha de Asesinato       | Personaje     | Causa                                       |
| ------------------------ | ------------- | ------------------------------------------- |
| 25 de septiembre de 2014 | Robbie Lawson | murió luego de que su tío Declan lo atacara |